# Eastern Conference (WNBA)
Die Eastern Conference ist eine der zwei Conferences in der höchsten nordamerikanischen Damen-Basketball-Liga, der Women’s National Basketball Association (WNBA). Nach der Saison 2009 wurden die Detroit Shock nach Tulsa übersiedelt. Aufgrund dieser Übersiedlung sowie der Einstellung des Spielbetriebes der Sacramento Monarchs wurden die Shock in die Western Conference eingegliedert. Die Eastern Conference besteht seit der Saison 2010 wie die Western Conference aus sechs Mannschaften.

## Playoff-Modus
Von der Saisons 2000 bis zur Saison 2015 erreichten die vier bestplatzierten Teams die Eastern Conference Playoffs. Die Teams spielten eine Serie von Spielen gegen immer denselben Gegner. Jenes Team, das als erstes zwei Siege auf dem Konto verbuchen kann kam in die nächste Runde. Der Sieger der Eastern Conference spielte gegen den Sieger der Western Conference um den Titel. 2016 wurde ein conference-übergreifendes Playoff-Format in der WNBA eingeführt.

## Teams
| Mannschaft         | erste Saison in der WNBA (vorherige Namen) |
| ------------------ | ------------------------------------------ |
| Atlanta Dream      | 2008                                       |
| Chicago Sky        | 2006                                       |
| Connecticut Sun    | 1999 (bis 2002 Orlando Miracle)            |
| Indiana Fever      | 2000                                       |
| New York Liberty   | 1997                                       |
| Washington Mystics | 1998                                       |